# Лесюэр, Эсташ
Эста́ш Лесюэ́р, Лесюер, Лесюёр, Ле Сюёр (фр. Eustache Le Sueur, Lesueur; 19 ноября 1617, Париж — 30 апреля 1655, Париж) — французский живописец, рисовальщик и гравёр академического направления. Ученик Симона Вуэ, прозванный «французским Рафаэлем». Один из основателей и первых двенадцати академиков — «старейшин» (с 1648 г.) Королевской академии живописи и скульптуры.

## Биография

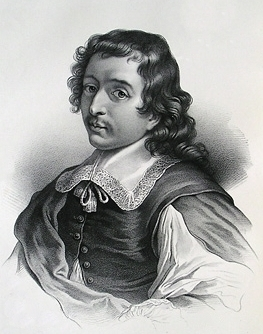
Э. Лесюэр. Литография. Париж, 1840

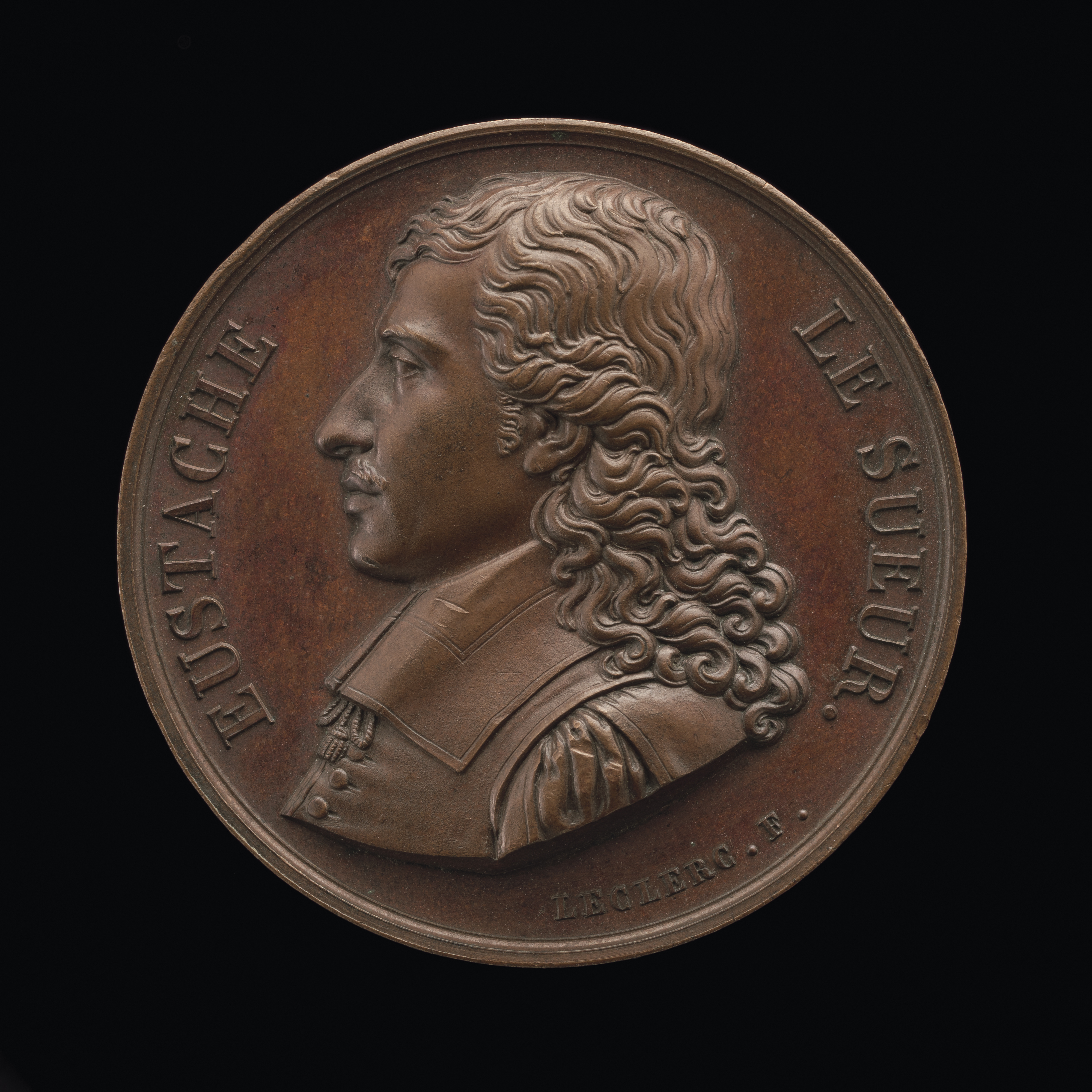
Ж. Г. Леклерк. Медаль в честь Лесюэра. 1828. Бронза

Эсташ Лесюэр родился в Париже, где провел всю свою жизнь. Его отец, Катлен Ле Сюэр (Cathelin Le Sueur), был резчиком и скульптором по дереву. Во Франции XVII—XVIII веков под этой фамилией работало несколько поколений большой семьи резчиков и гравёров по дереву родом из Руана. Наиболее известен из этой семьи Николя Лесюэр (Ле Сюэр, 1691—1764), подписывавший свои работы инициалами «NLS», однако родственные связи Катлена Ле Сюэра с этой семьёй рассматриваются гипотетически.
Лесюэр был учеником придворного живописца, академиста Симона Вуэ. Изучал имевшиеся во Франции работы Рафаэля и Никола Пуссена. С 1645 по 1648 год он написал знаменитые двадцать две картины на тему жития Святого Бруно в Малом картезианском монастыре в Париже (ныне в Лувре). В 1649 году по заказу гильдии ювелиров для собора Нотр-Дам Эсташ Лесюэр написал картину «Проповедь апостола Павла в Эфесе». Он также создал большое количество декоративных росписей, аллегорических композиций и запрестольных образов, среди прочих для церкви Сент-Этьен-дю-Мон, «Мученичество Святого Лаврентия» для церкви Сен-Жермен-л’Осеруа, Сен-Жерве-Сен-Проте и различных частных заказчиков.
Лесюэр работал вместе с другими художниками, в том числе с Яном Асселином и Германом Ван Сваневельтом в оформлении интерьеров отеля «Ламбер» декоративными пейзажными панно и тремя «панелями» (ламбри) в «Галерее любви» (galerie de l’Amour) «в стиле Рафаэля». Эти работы теперь являются частью коллекции Лувра.
В раннем возрасте Лесюэр был принят в Гильдии живописцев Святого Луки, но он оставил её, чтобы принять участие в создании Королевской Академии живописи и скульптуры. Его учениками были три его брата и брат его жены Тома Гуссе, а также Клод Лефевр и Пьер Патель.

## Творчество
Эсташ Лесюэр наряду с его современниками Жаком Стелла́ и Лораном де Ла Иром, был ведущим мастером парижского салонно-академического искусства первой половины XVII века. В его картинах на религиозные и исторические сюжеты очевидно стремление подражать Рафаэлю и влияния классицизма Никола Пуссена. «Успех этого несколько поверхностного и неоригинального художника был столь велик, что его прозвали „Расином живописи“. На это С. Рейнах язвительно заметил: „Те, кто называет его Расином живописи, плохо читали Расина или смешали его с Кампистроном“». Однако два столетия спустя творчество Лесюэра высоко оценил не менее известный академист Ж. О. Д. Энгр.
Ле Сюёр был плодовитым рисовальщиком, и многие из его рисунков мелом ныне хранятся в Кабинете рисунков Лувра. На основе его рисунков к «Гипнеротомахии Полифила» были созданы картоны для шпалер.
Большинство его живописных работ были награвированы, главным образом Б. Пикаром, Б. Одраном, Ж.-С. Леклерком, П. Древе, Шово, Пуайи и Депласом.
В санкт-петербургском Эрмитаже имеется шесть картин Лесюэра. А. Н. Бенуа в знаменитом «Путеводителе по картинной галерее Императорского Эрмитажа» кратко упоминает этого художника в ироничном контексте: «О французских академиках можно сказать то же, что и об итальянских. Немало красивого можно найти в их картинах, но нам не хватает места для обсуждения этой холодной и безжизненной красоты. Даже Лесюёра, самого тонкого и нежного среди них, приходится пропустить».

## Галерея

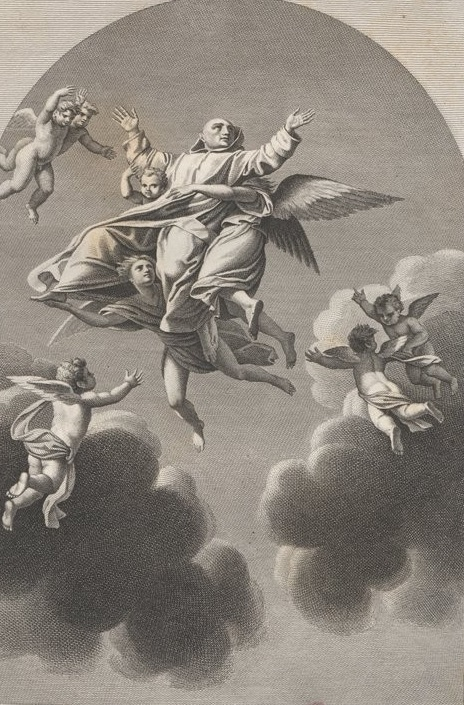
Aпофеоз Святого Бруно. Ок. 1810. Литография по картине Лесюэра
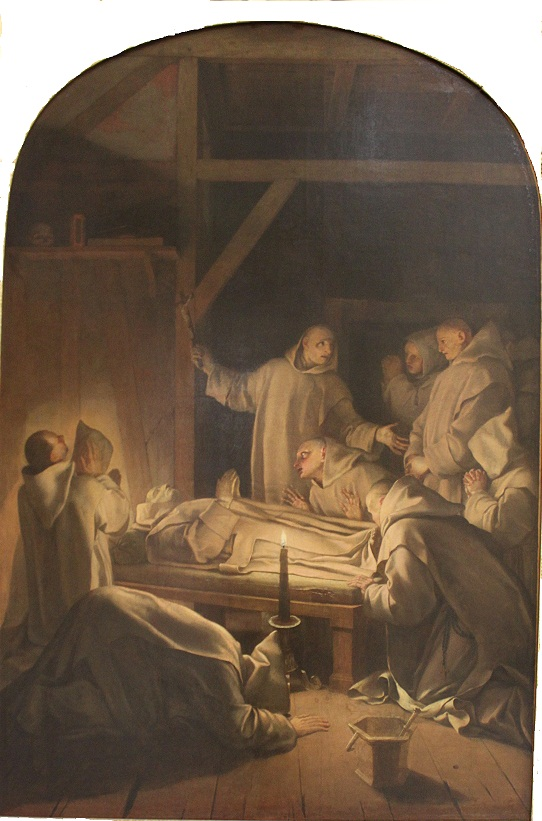
Смерть Святого Бруно. 1645. Холст, масло. Лувр, Париж
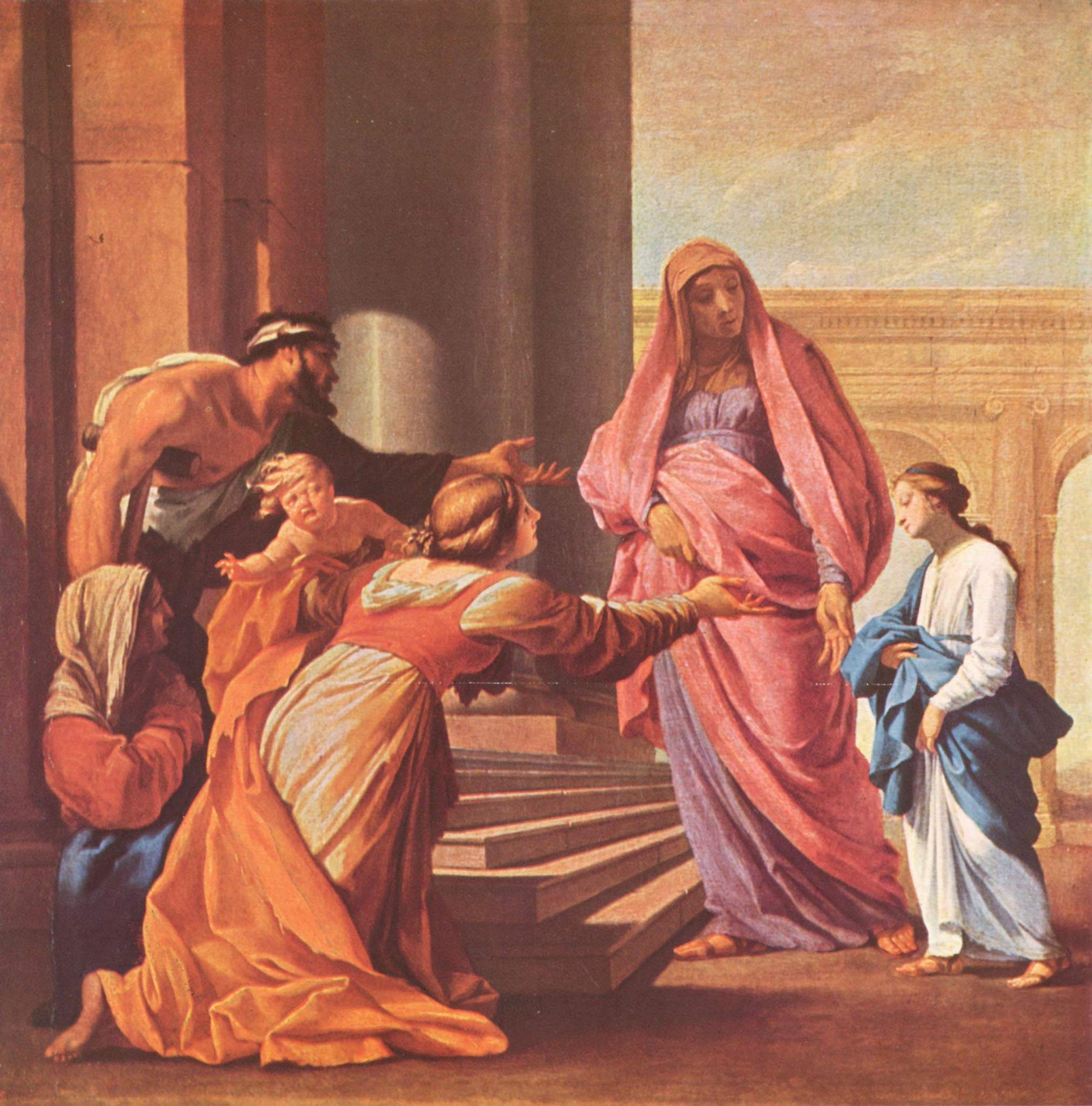
Введение Девы Марии в храм. Между 1640 и 1645. Холст, масло. Государственный Эрмитаж, Санкт-Петербург
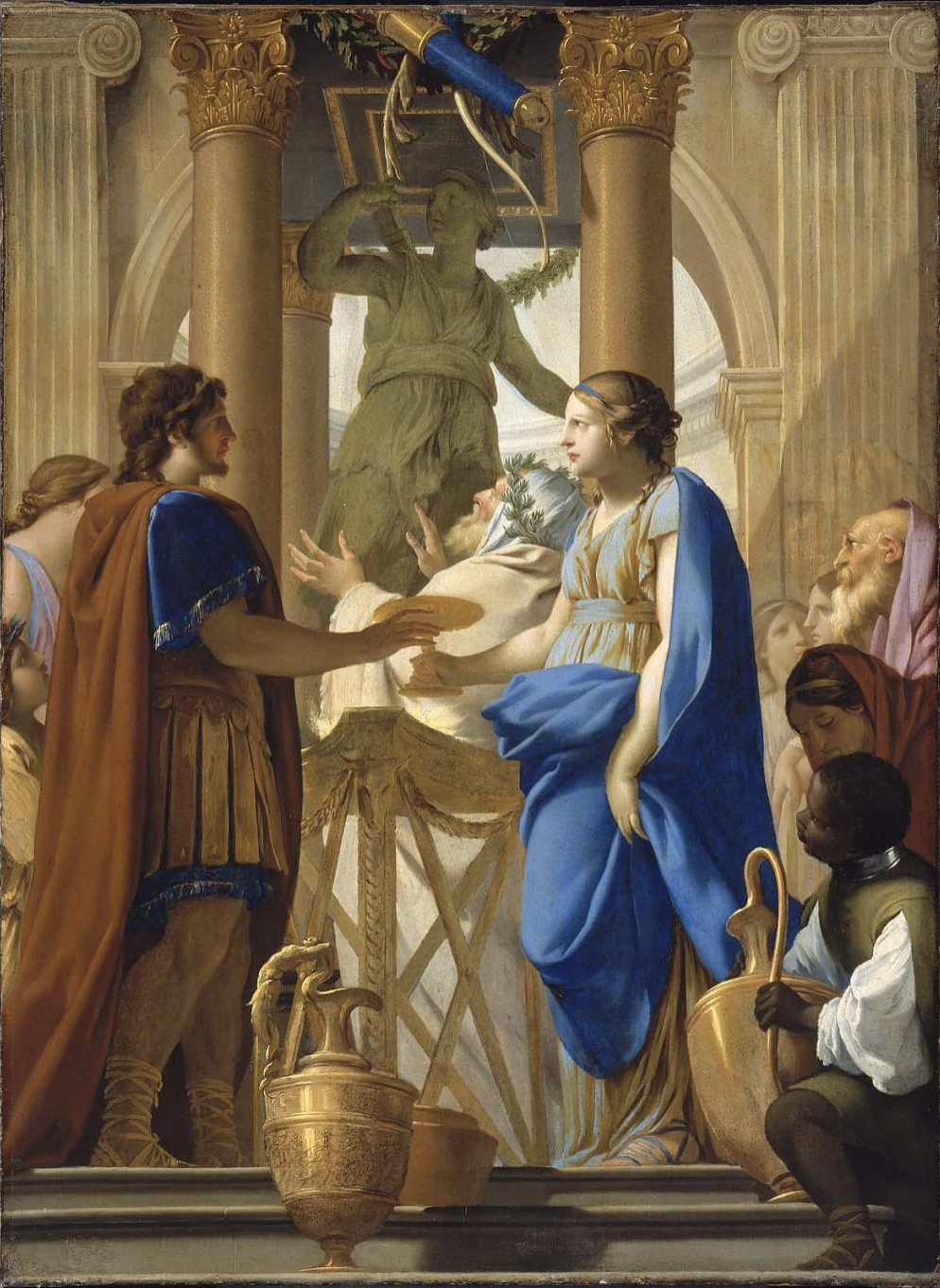
Камма предлагает Синориксу отравленный свадебный кубок в храме Дианы. 1644. Холст, масло. Музей изящных искусств, Бостон, Массачусетс, США
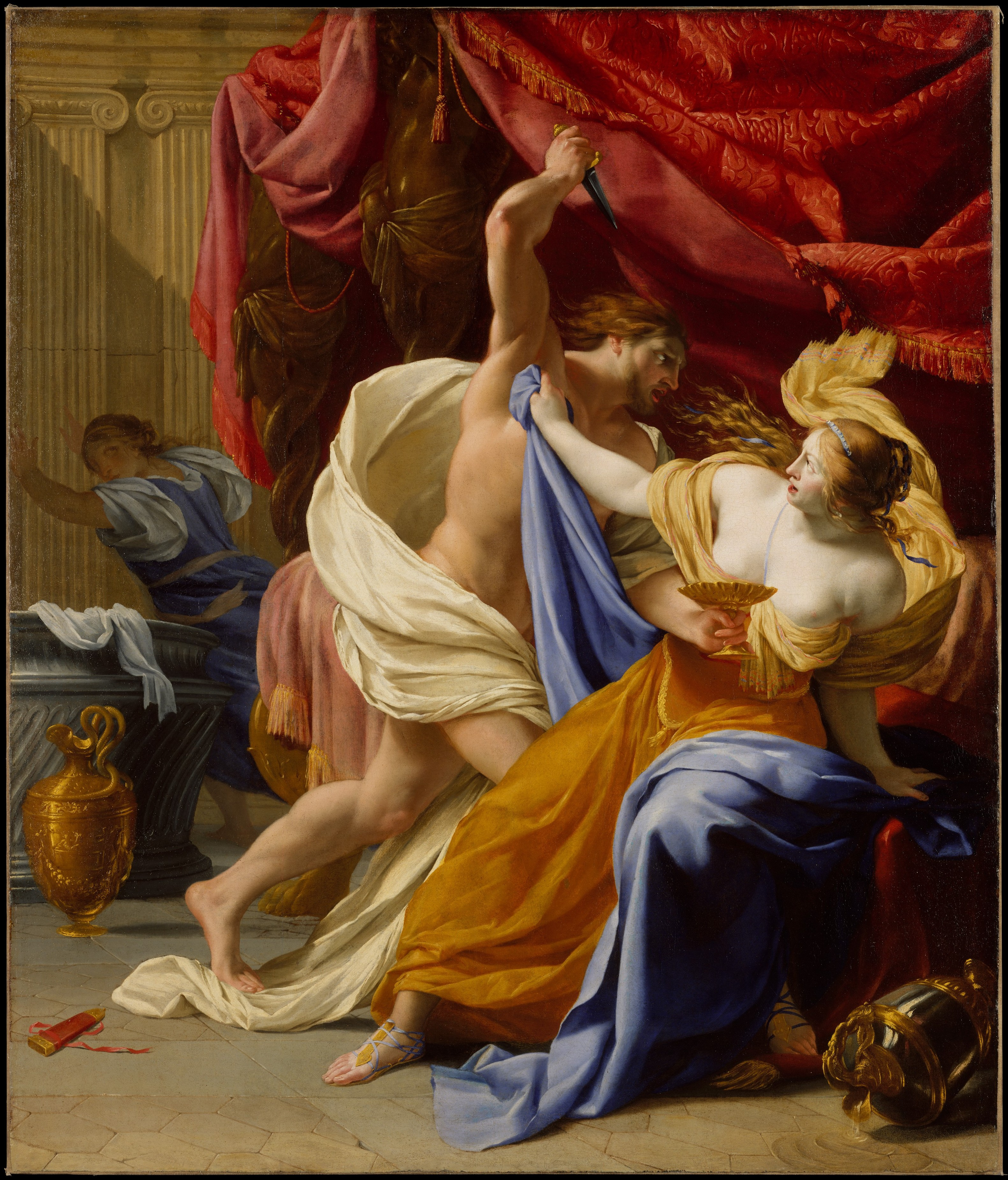
Похищение Тамары. Ок. 1640. Холст, масло. Метрополитен-музей
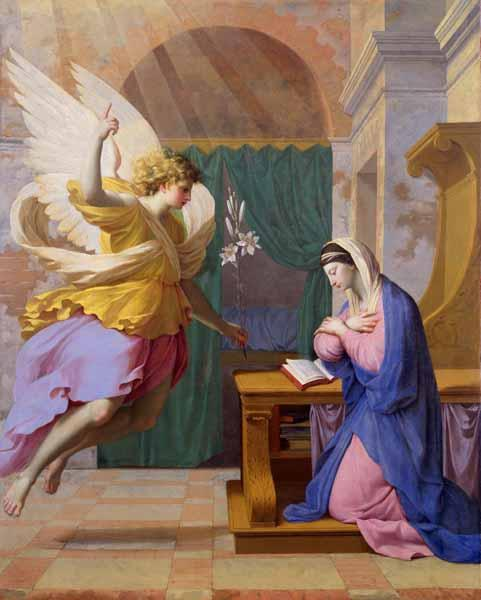
Благовещение. 1650. Холст, масло. Музей искусств, Толидо, Огайо, США
Триумф Галатеи. Между 1643 и 1644. Холст, масло. Частное собрание
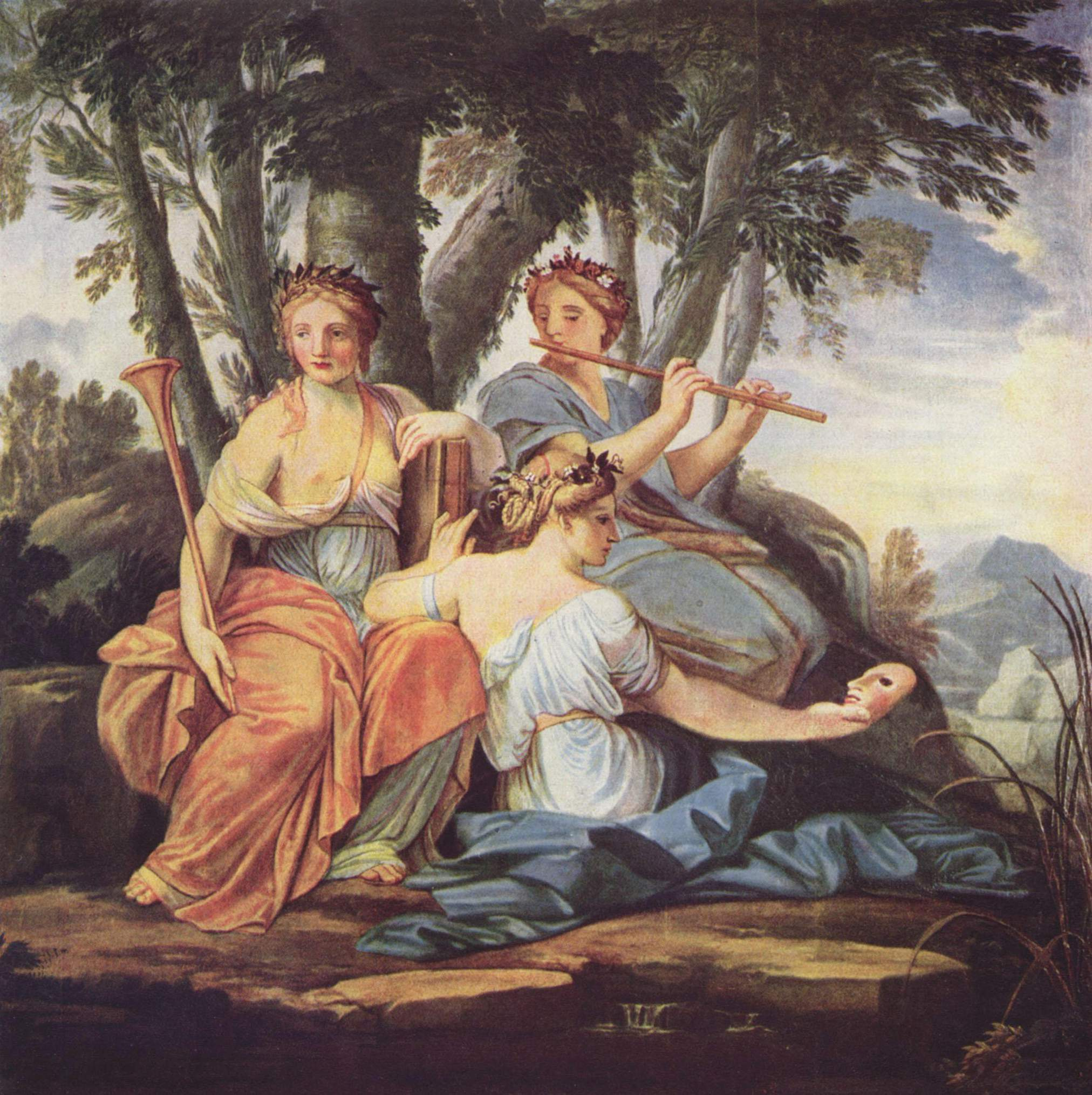
Клио, Эвтерпа и Талия. Между 1652 и 1655. Дерево, масло. Лувр, Париж
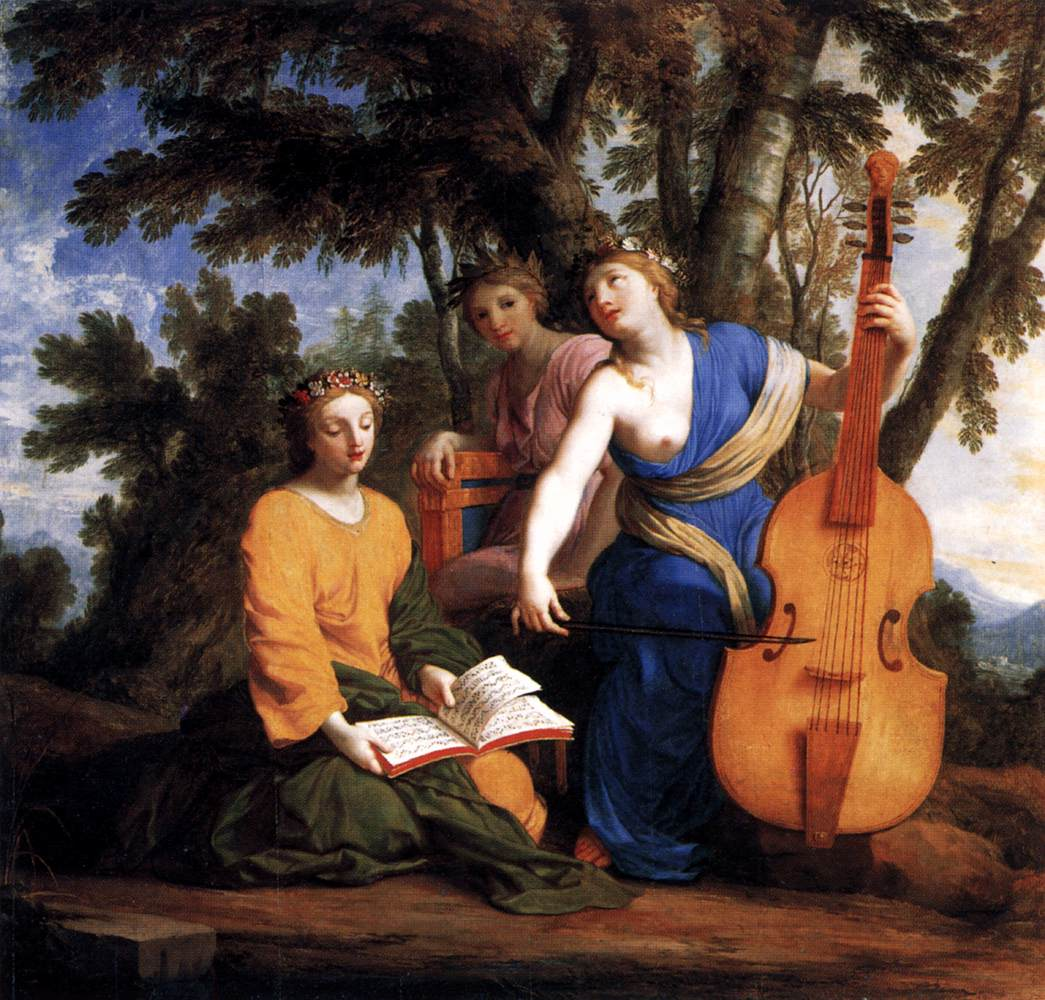
Мельпомена, Эрато и Полигимния. Между 1652 и 1655. Дерево, масло. Лувр, Париж
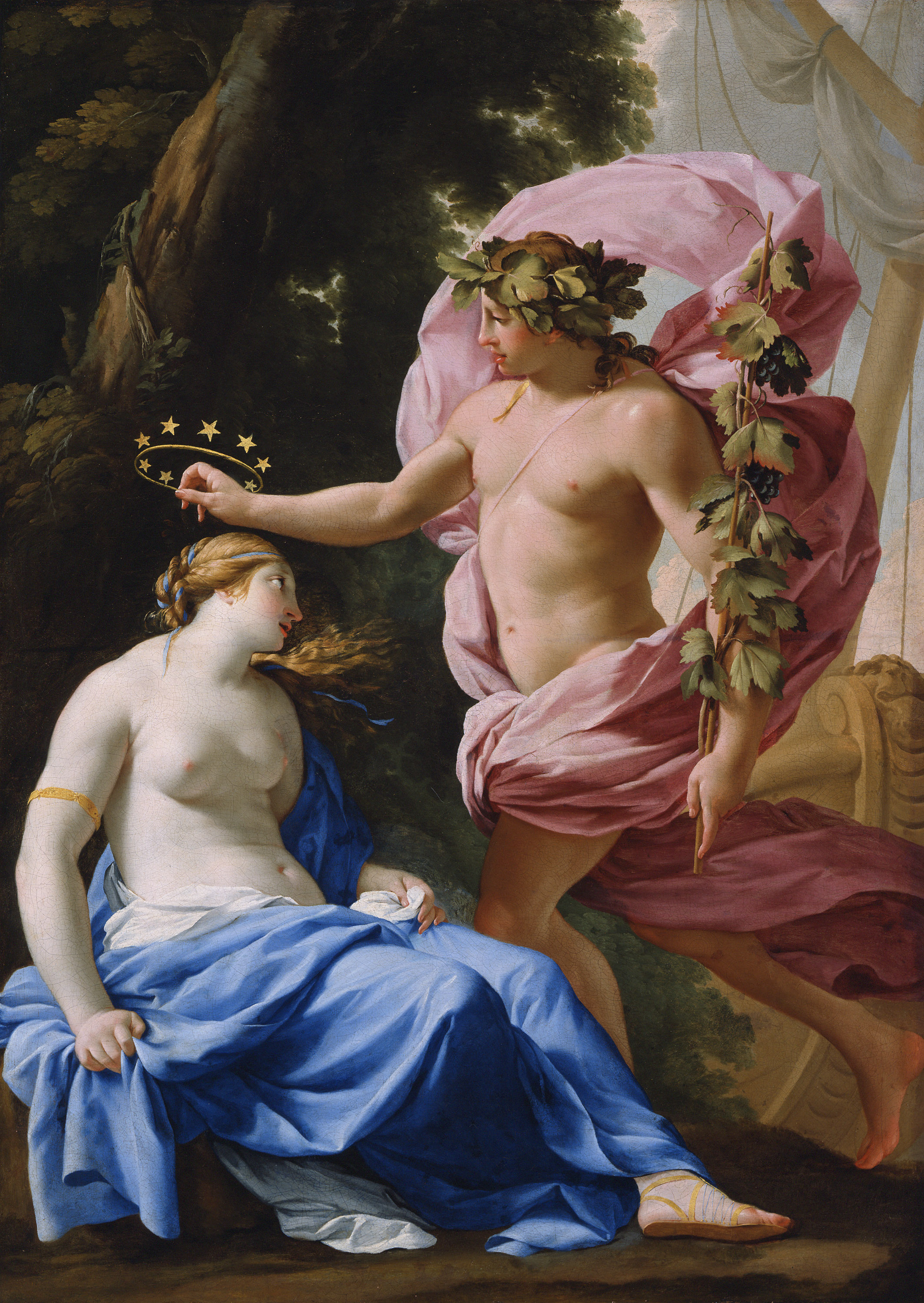
Вакх и Ариадна. Ок. 1640. Холст, масло. Музей изящных искусств, Бостон, Массачусетс, США
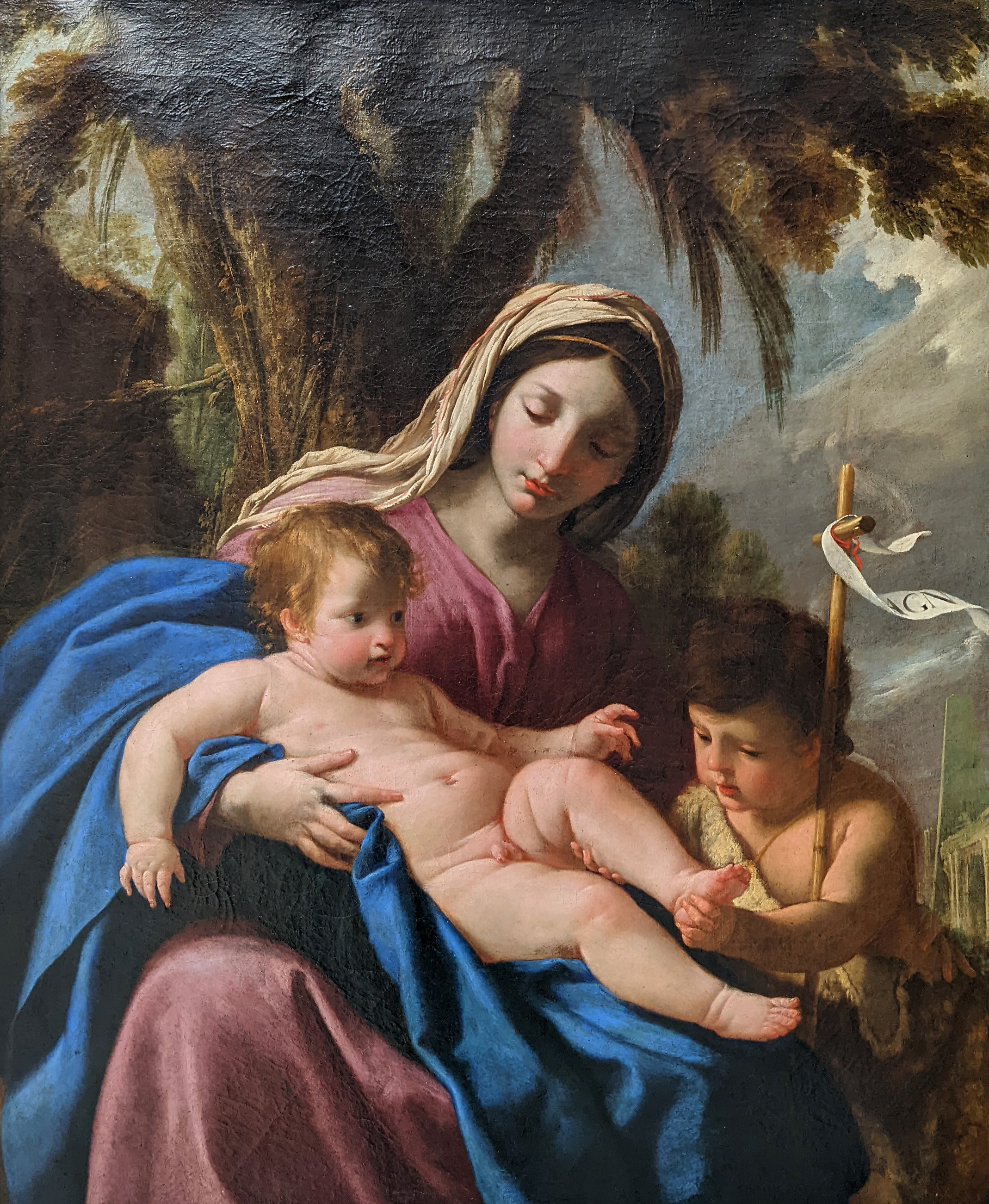
Мадонна с Младенцем и Иоанном Крестителем. 1635. Холст, масло. Лувр, Париж
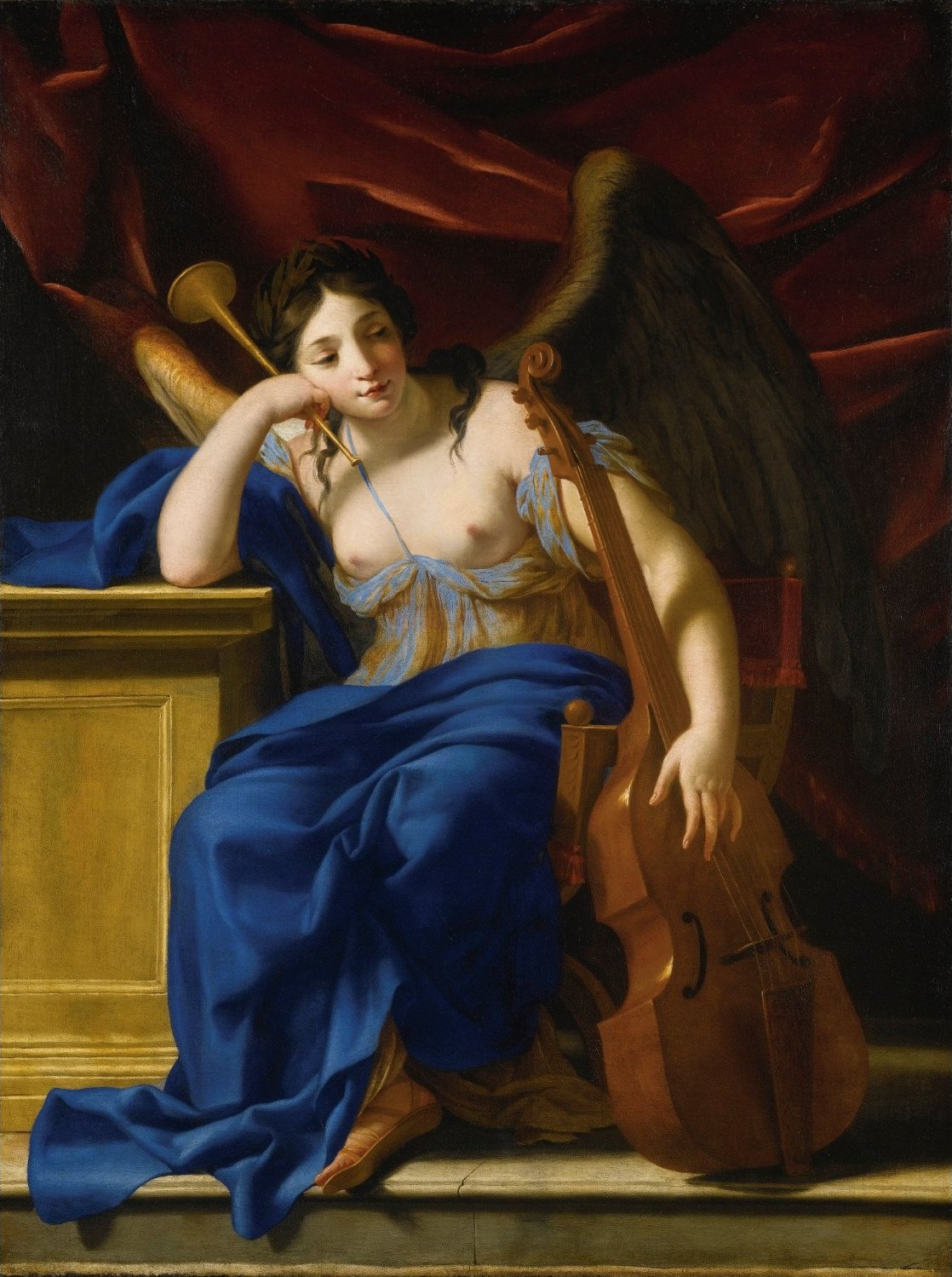
Аллегория поэзии. Холст, масло. Частное собрание